# Văn hóa mạng
Văn hóa mạng hay văn hóa Internet là một nền văn hóa mà đã nổi lên, hoặc đang nổi lên, từ việc sử dụng mạng máy tính cho việc thông tin liên lạc, giải trí và kinh doanh. Văn hóa Internet cũng là nghiên cứu về các hiện tượng xã hội khác nhau liên quan đến Internet và các hình thức mới khác của truyền thông mạng. Ví dụ về các hình thức giao tiếp mạng mới này bao gồm, cộng đồng trực tuyến, trò chơi nhiều người chơi trực tuyến, máy tính có thể đeo được, trò chơi xã hội, phương tiện truyền thông xã hội, ứng dụng di động, thực tế gia tăng và nhắn tin  cũng như các vấn đề liên quan đến nhận dạng, quyền riêng tư và hình thành mạng lưới.

## Tổng quan
Do ranh giới của văn hóa mạng rất khó xác định, thuật ngữ này được sử dụng linh hoạt và việc áp dụng nó vào các trường hợp cụ thể có thể gây tranh cãi. Nó thường dùng ít nhất cho nền văn hóa của cộng đồng ảo, nhưng kéo dài đến một loạt các vấn đề văn hóa liên quan đến " cyber -topics", ví dụ như điều khiển học, và nhận thức hoặc dự đoán sinh vật cơ khí hóa của cơ thể con người và chính bản thân xã hội loài người. Nó cũng có thể nắm lấy các phong trào trí tuệ và văn hóa liên quan, chẳng hạn như lý thuyết cyborg và cyberpunk. Thuật ngữ này thường kết hợp một dự đoán ngầm về tương lai.
Từ điển tiếng Anh Oxford liệt kê cách sử dụng sớm nhất của thuật ngữ "văn hóa mạng" vào năm 1963, khi Alice Mary Hilton viết như sau: "Trong kỷ nguyên của công nghệ mạng, tất cả các máy cày đều tự kéo và gà rán bay thẳng vào đĩa của chúng tôi."  Ví dụ này và tất cả những thứ khác, cho đến năm 1995 được sử dụng để hỗ trợ định nghĩa của công nghệ mạng là "các điều kiện xã hội do tự động hóa và máy tính hóa mang lại".  Từ điển Di sản Mỹ mở rộng ý nghĩa trong đó "văn hóa mạng" được sử dụng bằng cách định nghĩa nó là "Văn hóa phát sinh từ việc sử dụng mạng máy tính, như để liên lạc, giải trí, làm việc và kinh doanh". Tuy nhiên, cả OED và Từ điển di sản Mỹ đều không mô tả công nghệ mạng là một văn hóa trong và giữa những người sử dụng mạng máy tính. Văn hóa mạng này có thể hoàn toàn là một nền văn hóa trực tuyến hoặc nó có thể bao trùm cả thế giới ảo và vật lý. Điều này có nghĩa là, công nghệ mạng là một đặc điểm văn hóa của các cộng đồng trực tuyến; đó không chỉ là văn hóa kết quả từ việc sử dụng máy tính, mà là văn hóa được trung gian trực tiếp bởi máy tính. Một cách khác để hình dung văn hóa mạng là liên kết được kích hoạt bằng điện tử của những người cùng chí hướng, nhưng có khả năng khác biệt về mặt địa lý (hoặc khuyết tật về thể chất và do đó ít di động hơn).
Văn hóa mạng là một phong trào xã hội và văn hóa rộng lớn gắn liền với khoa học thông tin và công nghệ thông tin tiên tiến, sự xuất hiện và phát triển của chúng đối với sự nổi bật về văn hóa và xã hội giữa những năm 1960 và 1990. Công nghệ mạng đã bị ảnh hưởng bởi nguồn gốc của nó bởi những người dùng đầu tiên của internet, thường bao gồm các kiến trúc sư của dự án ban đầu. Những cá nhân này thường được hướng dẫn trong hành động của họ bởi đạo đức hacker. Mặc dù công nghệ không gian mạng ban đầu dựa trên một mẫu văn hóa nhỏ và lý tưởng của nó, nhưng công nghệ mạng hiện đại là một nhóm người dùng đa dạng hơn nhiều và những lý tưởng mà họ tôn vinh.
Nhiều khái niệm cụ thể về văn hóa mạng đã được các tác giả như Lev Manovich, Arturo Escobar và Fred Forest xây dựng. Tuy nhiên, hầu hết các khái niệm này chỉ tập trung vào một số khía cạnh nhất định và chúng không bao gồm những điều này rất chi tiết. Một số tác giả nhằm đạt được sự hiểu biết toàn diện hơn, phân biệt giữa công nghệ mạng sớm và đương đại (Jakub Macek), hoặc giữa công nghệ mạng là bối cảnh văn hóa của công nghệ thông tin và công nghệ thông tin mạng (cụ thể hơn là nghiên cứu về công nghệ không gian mạng) phức hợp "văn hóa + công nghệ" (David Lister et al.).